# چوبک استرالیا
چوبک استرالیا (نام علمی: Extatosoma tiaratum) نام یک گونه از سرده ازتن‌بیرون است.